# پایگاه فضایی پیتوفیک

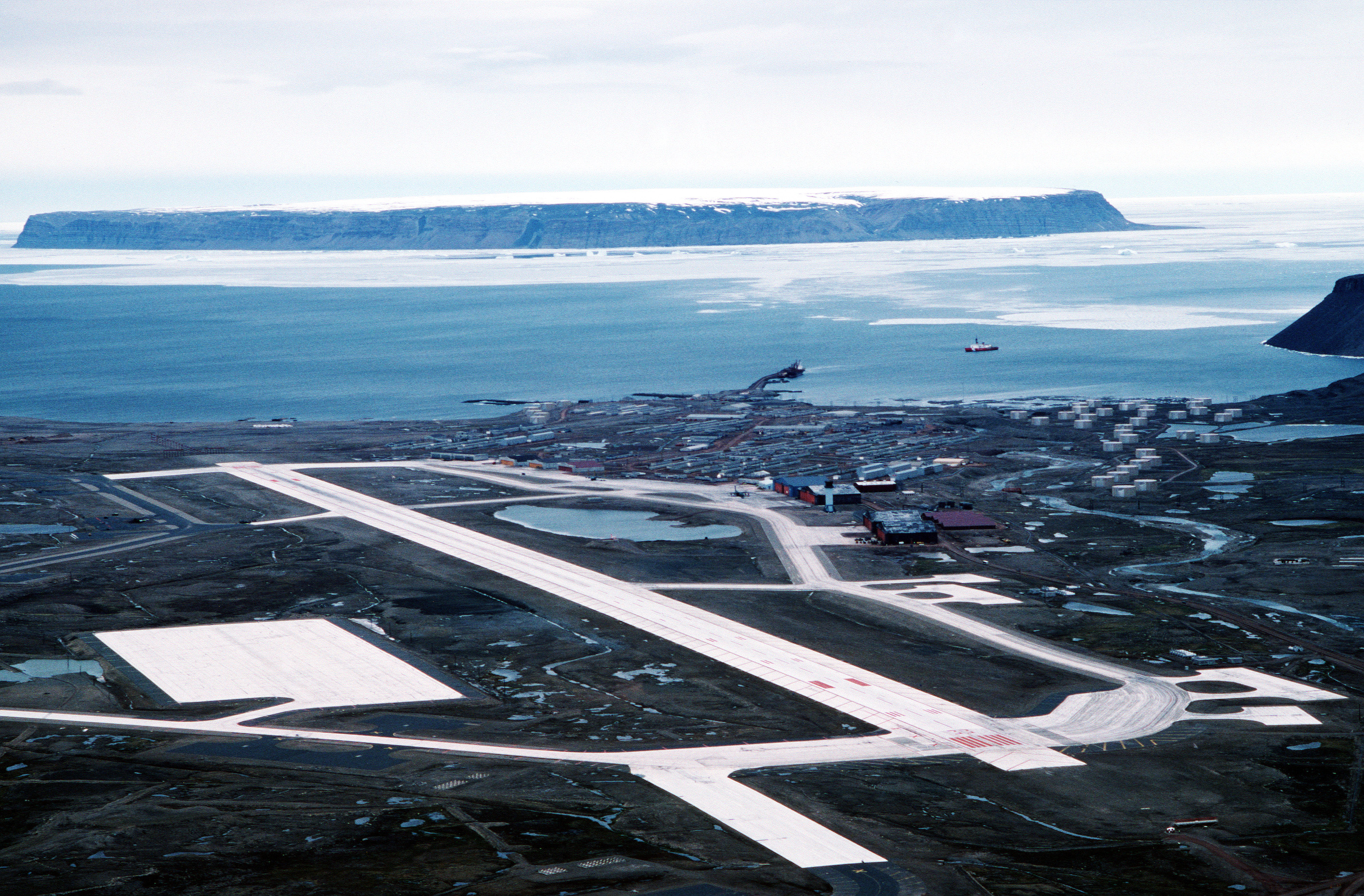
نمای هوایی در ۱۹۸۹

پایگاه فضایی پیتوفیک (‎/biːduːˈfiːk/‎ bee-doo-FEEK؛ الگو:IPA-kl) (یاتا: THU، ایکائو: BGTL)، که قبلا پایگاه هوایی توله نام داشت (‎/tuːliː/‎ یا ‎/tuːleɪ/‎)، شمالی‌ترین پایگاه نیروی فضایی و نیروهای مسلح ایالات متحده آمریکا است که از ۷۵۰ مایل (۱٬۲۱۰ کیلومتر) شمال مدار شمالگان و ۹۴۷ مایل (۱٬۵۲۴ کیلومتر) از قطب شمال در ساحل شمال غربی جزیره گرینلند واقع شده است.